# Diệc xám
Diệc xám (danh pháp hai phần: Ardea cinerea) là một loài chim thuộc họ Diệc (Ardeidae), sống bản địa tại châu Âu, châu Á và một phần châu Phi. 

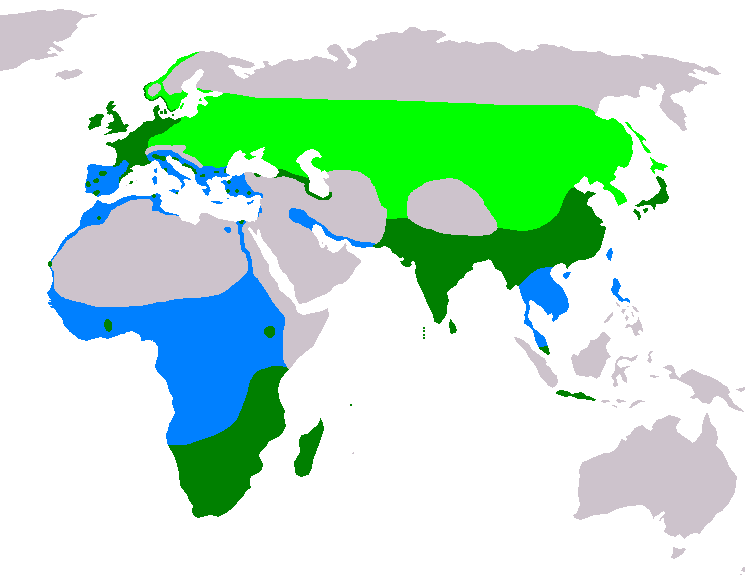
Phân bố: Lục nhạt: mùa hè
Lục đậm: cả năm
Lam: mùa đông

## Miêu tả

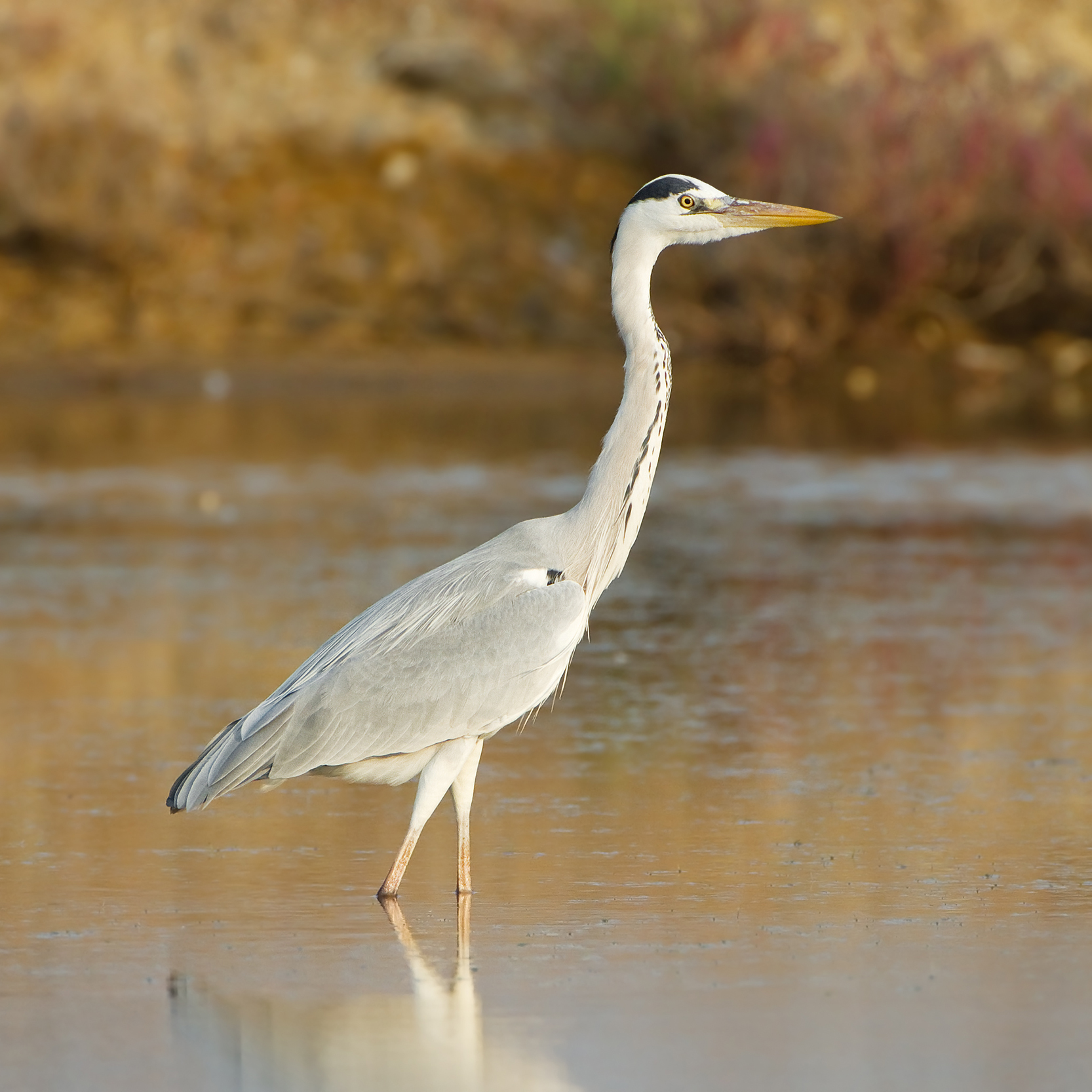
Một con diệc thuộc phân loài A. c. jouyi ở vùng Phetchaburi, Thái Lan

Diệc xám là loài chim lớn, cao 90–100 cm, sải cánh 175–195 cm và cân nặng 1–2 kg.
Là loài chim trú đông, màu xám tro, gáy có lông dài, trước cổ có vân đen và trắng.
Diệc xám thường gặp ở khắp vùng đồng bằng, đôi khi cả ruộng lúa vùng trung du Việt Nam vào giữa tháng 7 hoặc sớm hơn, nhất là những nơi nhiều đầm lầy và cửa sông.

## Phân loài
Có bốn phân loài:
- Ardea cinerea cinerea Linnaeus, 1758. Châu Âi, châu Phi, Tây Á
- Ardea cinerea jouyi Clark, 1907. Đông Á
- Ardea cinerea firasa Hartert, 1917. Madagascar
- Ardea cinerea monicae Jouanin & Roux, 1963. Quần đảo Banc d'Arguin, Mauritanie.

Diệc xám trông gần giống và có quan hệ họ hàng gần với Ardea herodias.

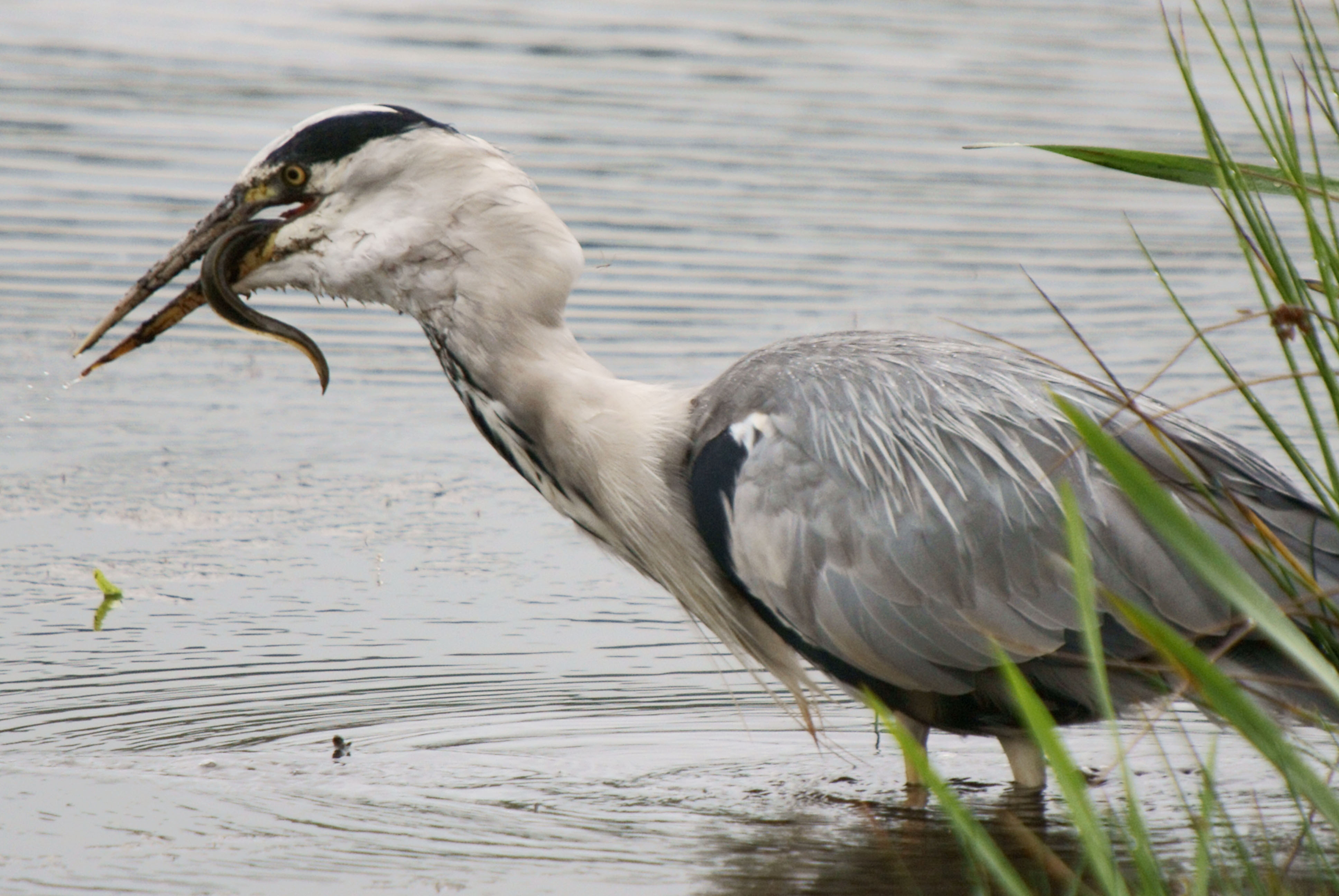
Diệc xám đang ăn một con lươn

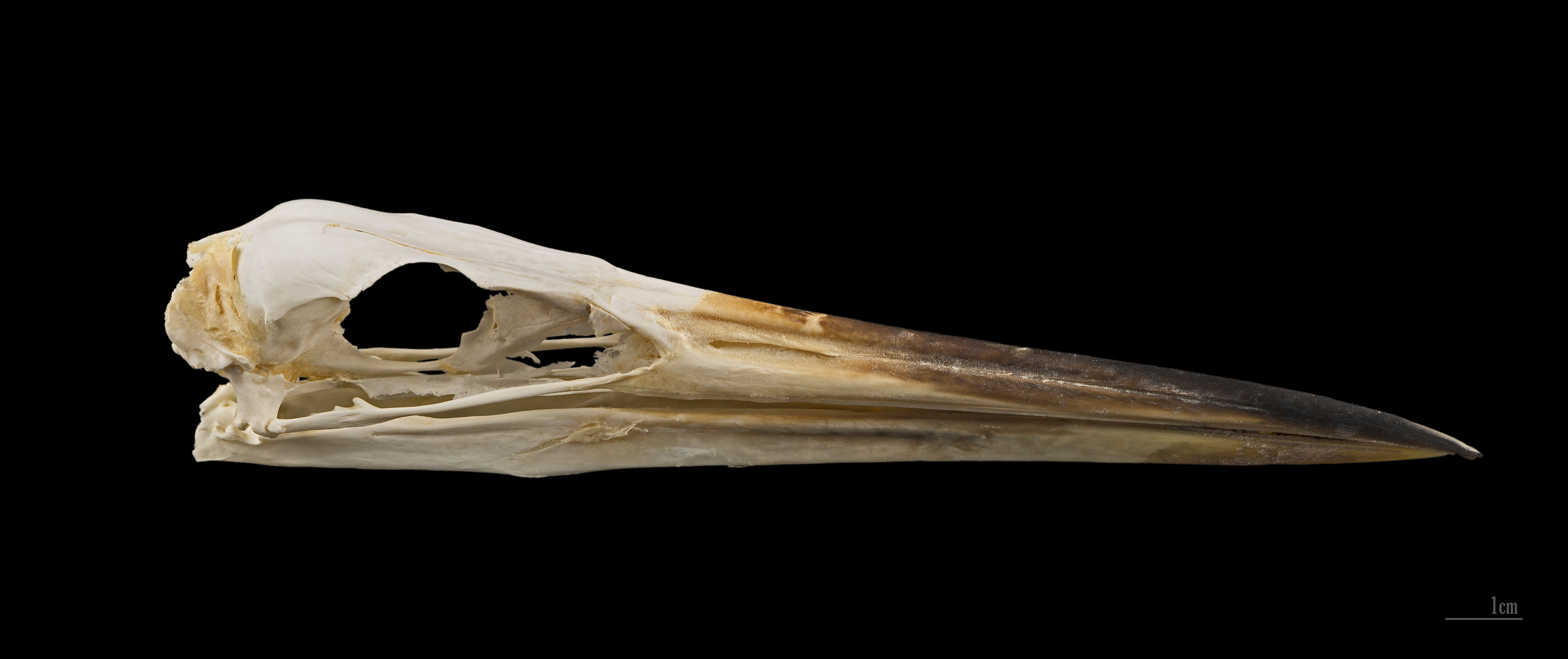
Sọ

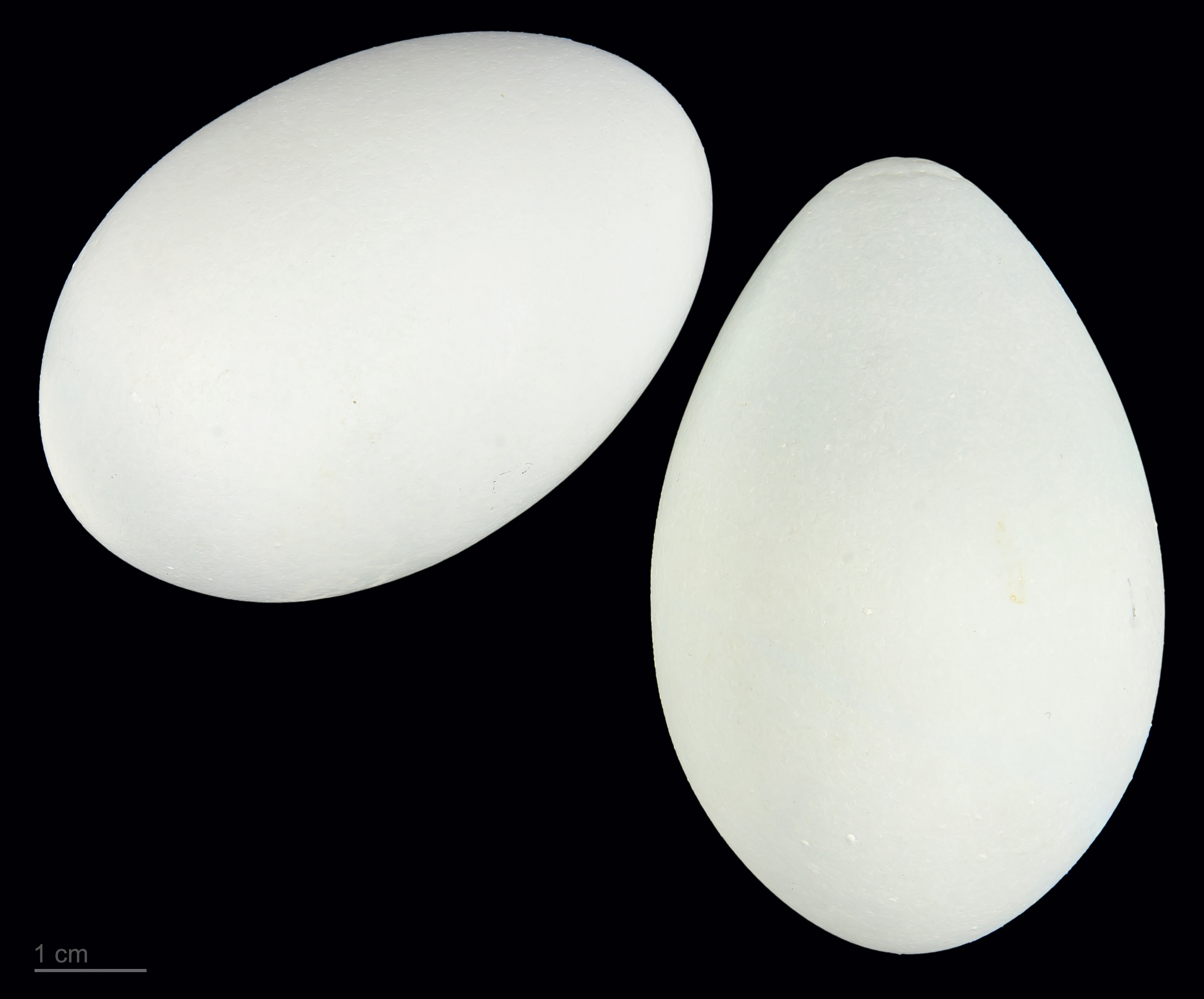
Ardea cinerea